# Copa de la Reina de fútbol sala 2020
La Copa S.M. de la Reina de Fútbol Sala Femenino de 2020 será la vigésimo sexta edición de dicha competición española. Este año participarán 16 equipos de primera división y otros 16 de segunda.

## Nuevo formato

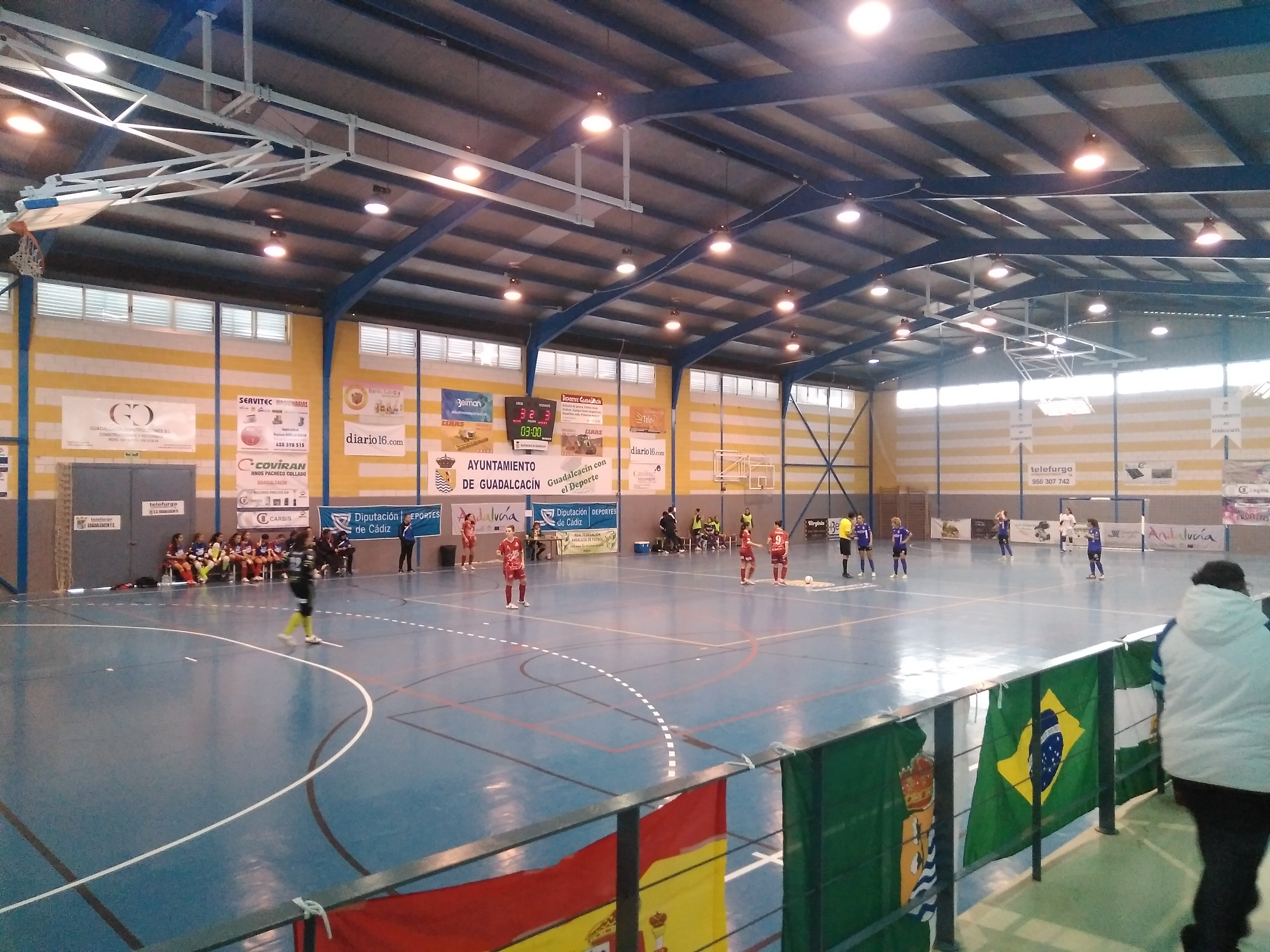
Dieciseisavos de final entre Guadalcacín FS CD y UCAM El Pozo Murcia FS

En esta temporada jugarán un total de 31 equipos, los 16 equipos de primera división de la temporada 2018-19 y los cuatro mejores clasificados de cada uno de los cuatro grupos de la segunda división, siempre que no sean equipos filiales.
La primera eliminatoria será el 6 de diciembre, y se empezará la competición en la ronda de dieciseisavos de final donde se enfrentarán los equipos de primera contra los de segunda a partido único en campo del equipo de menor categoría.
Los octavos de final se jugará el 4 de enero y para el sorteo se reagruparán en cuatro grupos por proximidad geográfica, realizándose el sorteo entre los cuatro equipos de cada grupo. Tendrán preferencia eliminatorias entre equipos de distinta categoría, y en el caso de dos equipos de la misma será local el que haya quedado en peor posición en la liga 2018-19.
Los cuartos de final se jugarán el fin de semana del 8 y 9 de febrero. Las semifinales y final se realizarán en una sede a determinar por la federación a jugar el 16 y 17 de mayo.

## Participantes
| 1.ª División AD Sala Zaragoza FS AE Penya Esplugues Universidad de Alicante FSF Xaloc Alicante FS AD Alcorcón FSF CD Futsi Atlético Navalcarnero CD Leganés FS Majadahonda FSF/Afar4 FSF Móstoles Pescados Rubén Burela FS Cidade de As Burgas FS Ourense CF Envialia Poio Pescamar FS Roldán FSF UCAM El Pozo Murcia FS Bilbo FS | 2.ª División Atlético Torcal Deportivo Córdoba F.S. Guadalcacín FS CD AD Club Teldeportivo CDB Almagro FS CD La Concordia Mecanoviga Eixample FS FSF Joventud d'Elx CFS Femenino San Fernando Colmenarejo Futsal UD La Cruz Villanovense O Fisgón Futsal Valdetires Ferrol FSF Viaxes Amarelle FS La Boca te Lia Futsal Alcantarilla |

## Rondas clasificatorias
|  | Dieciseisavos de final | Dieciseisavos de final | Dieciseisavos de final  |                         |                 | Octavos de final | Octavos de final | Octavos de final |  |               | Cuartos de final | Cuartos de final | Cuartos de final |  |        | Semifinales | Semifinales | Semifinales |  |        | Final  | Final | Final |  |
|  |                        |                        |                         |                         |                 |                  |                  |                  |  |               |                  |                  |                  |  |        |             |             |             |  |        |        |       |       |  |
|  |                        |                        |                         |                         |                 |                  |                  |                  |  |               |                  |                  |                  |  |        |             |             |             |  |        |        |       |       |  |
|  |                        |                        |                         |                         |                 |                  |                  |                  |  |               |                  |                  |                  |  |        |             |             |             |  |        |        |       |       |  |
|  |                        |                        |                         |                         |                 |                  |                  |                  |  |               |                  |                  |                  |  |        |             |             |             |  |        |        |       |       |  |
|  |                        |                        |                         |                         |                 |                  |                  |                  |  |               |                  |                  |                  |  |        |             |             |             |  |        |        |       |       |  |
|  |                        | Leganés                | Leganés                 | 3                       |                 |                  |                  |                  |  |               |                  |                  |                  |  |        |             |             |             |  |        |        |       |       |  |
|  |                        |                        |                         | 3                       |                 |                  |                  |                  |  |               |                  |                  |                  |  |        |             |             |             |  |        |        |       |       |  |
|  |                        |                        | Penya Esplugues         | Penya Esplugues         | 3               |                  |                  |                  |  |               |                  |                  |                  |  |        |             |             |             |  |        |        |       |       |  |
|  | Eixample               | Eixample               | Penya Esplugues         | Penya Esplugues         | 3               | 1                |                  |                  |  |               |                  |                  |                  |  |        |             |             |             |  |        |        |       |       |  |
|  | Eixample               | Eixample               |                         |                         |                 |                  |                  |                  |  |               |                  |                  |                  |  |        |             |             |             |  |        |        |       |       |  |
|  | Penya Esplugues        | Penya Esplugues        | 6                       |                         |                 |                  |                  |                  |  |               |                  |                  |                  |  |        |             |             |             |  |        |        |       |       |  |
|  | Penya Esplugues        | Penya Esplugues        | 6                       |                         |                 |                  |                  |                  |  | Leganés       | Leganés          | 1                |                  |  |        |             |             |             |  |        |        |       |       |  |
|  |                        |                        |                         |                         |                 |                  |                  |                  |  | Leganés       | Leganés          | 1                |                  |  |        |             |             |             |  |        |        |       |       |  |
|  |                        |                        | Burela                  | Burela                  | 2               |                  |                  |                  |  |               |                  |                  |                  |  |        |             |             |             |  |        |        |       |       |  |
|  | Viaxes Amarelle        | Viaxes Amarelle        | Burela                  | Burela                  | 2               | 5                |                  |                  |  |               |                  |                  |                  |  |        |             |             |             |  |        |        |       |       |  |
|  | Viaxes Amarelle        | Viaxes Amarelle        |                         |                         |                 |                  |                  |                  |  |               |                  |                  |                  |  |        |             |             |             |  |        |        |       |       |  |
|  | Cidade As Burgas       | Cidade As Burgas       | 3                       |                         |                 |                  |                  |                  |  |               |                  |                  |                  |  |        |             |             |             |  |        |        |       |       |  |
|  | Cidade As Burgas       | Cidade As Burgas       | 3                       |                         | Viaxes Amarelle | Viaxes Amarelle  | 0                |                  |  |               |                  |                  |                  |  |        |             |             |             |  |        |        |       |       |  |
|  |                        |                        |                         |                         | Viaxes Amarelle | Viaxes Amarelle  | 0                |                  |  |               |                  |                  |                  |  |        |             |             |             |  |        |        |       |       |  |
|  |                        |                        | Burela                  | Burela                  | 6               |                  |                  |                  |  |               |                  |                  |                  |  |        |             |             |             |  |        |        |       |       |  |
|  | Valdetires Ferrol      | Valdetires Ferrol      | Burela                  | Burela                  | 6               | 0                |                  |                  |  |               |                  |                  |                  |  |        |             |             |             |  |        |        |       |       |  |
|  | Valdetires Ferrol      | Valdetires Ferrol      |                         |                         |                 |                  |                  |                  |  |               |                  |                  |                  |  |        |             |             |             |  |        |        |       |       |  |
|  | Burela                 | Burela                 | 2                       |                         |                 |                  |                  |                  |  |               |                  |                  |                  |  |        |             |             |             |  |        |        |       |       |  |
|  | Burela                 | Burela                 | 2                       |                         |                 |                  |                  |                  |  |               |                  |                  |                  |  | Burela | Burela      | 5           |             |  |        |        |       |       |  |
|  |                        |                        |                         |                         |                 |                  |                  |                  |  |               |                  |                  |                  |  | Burela | Burela      | 5           |             |  |        |        |       |       |  |
|  |                        |                        | Alcorcón                | Alcorcón                | 3               |                  |                  |                  |  |               |                  |                  |                  |  |        |             |             |             |  |        |        |       |       |  |
|  | Cruz Villanovense      | Cruz Villanovense      | Alcorcón                | Alcorcón                | 3               | 1                |                  |                  |  |               |                  |                  |                  |  |        |             |             |             |  |        |        |       |       |  |
|  | Cruz Villanovense      | Cruz Villanovense      |                         |                         |                 |                  |                  |                  |  |               |                  |                  |                  |  |        |             |             |             |  |        |        |       |       |  |
|  | Móstoles               | Móstoles               | 8                       |                         |                 |                  |                  |                  |  |               |                  |                  |                  |  |        |             |             |             |  |        |        |       |       |  |
|  | Móstoles               | Móstoles               | 8                       |                         | Móstoles        | Móstoles         | 0                |                  |  |               |                  |                  |                  |  |        |             |             |             |  |        |        |       |       |  |
|  |                        |                        |                         |                         | Móstoles        | Móstoles         | 0                |                  |  |               |                  |                  |                  |  |        |             |             |             |  |        |        |       |       |  |
|  |                        |                        | Alcorcón                | Alcorcón                | 1               |                  |                  |                  |  |               |                  |                  |                  |  |        |             |             |             |  |        |        |       |       |  |
|  | Deportivo Córdoba      | Deportivo Córdoba      | Alcorcón                | Alcorcón                | 1               | 1                |                  |                  |  |               |                  |                  |                  |  |        |             |             |             |  |        |        |       |       |  |
|  | Deportivo Córdoba      | Deportivo Córdoba      |                         |                         |                 |                  |                  |                  |  |               |                  |                  |                  |  |        |             |             |             |  |        |        |       |       |  |
|  | Alcorcón               | Alcorcón               | 10                      |                         |                 |                  |                  |                  |  |               |                  |                  |                  |  |        |             |             |             |  |        |        |       |       |  |
|  | Alcorcón               | Alcorcón               | 10                      |                         |                 |                  |                  |                  |  | Alcorcón      | Alcorcón         | 3                |                  |  |        |             |             |             |  |        |        |       |       |  |
|  |                        |                        |                         |                         |                 |                  |                  |                  |  | Alcorcón      | Alcorcón         | 3                |                  |  |        |             |             |             |  |        |        |       |       |  |
|  |                        |                        | Futsi At. Navalcarnero  | Futsi At. Navalcarnero  | 1               |                  |                  |                  |  |               |                  |                  |                  |  |        |             |             |             |  |        |        |       |       |  |
|  | Almagro                | Almagro                | Futsi At. Navalcarnero  | Futsi At. Navalcarnero  | 1               | 3                |                  |                  |  |               |                  |                  |                  |  |        |             |             |             |  |        |        |       |       |  |
|  | Almagro                | Almagro                |                         |                         |                 |                  |                  |                  |  |               |                  |                  |                  |  |        |             |             |             |  |        |        |       |       |  |
|  | Majadahonda            | Majadahonda            | 1                       |                         |                 |                  |                  |                  |  |               |                  |                  |                  |  |        |             |             |             |  |        |        |       |       |  |
|  | Majadahonda            | Majadahonda            | 1                       |                         | Almagro         | Almagro          | 0                |                  |  |               |                  |                  |                  |  |        |             |             |             |  |        |        |       |       |  |
|  |                        |                        |                         |                         | Almagro         | Almagro          | 0                |                  |  |               |                  |                  |                  |  |        |             |             |             |  |        |        |       |       |  |
|  |                        |                        | Futsi At. Navalcarnero  | Futsi At. Navalcarnero  | 5               |                  |                  |                  |  |               |                  |                  |                  |  |        |             |             |             |  |        |        |       |       |  |
|  | Teldeportivo           | Teldeportivo           | Futsi At. Navalcarnero  | Futsi At. Navalcarnero  | 5               | 2                |                  |                  |  |               |                  |                  |                  |  |        |             |             |             |  |        |        |       |       |  |
|  | Teldeportivo           | Teldeportivo           |                         |                         |                 |                  |                  |                  |  |               |                  |                  |                  |  |        |             |             |             |  |        |        |       |       |  |
|  | Futsi At. Navalcarnero | Futsi At. Navalcarnero | 5                       |                         |                 |                  |                  |                  |  |               |                  |                  |                  |  |        |             |             |             |  |        |        |       |       |  |
|  | Futsi At. Navalcarnero | Futsi At. Navalcarnero | 5                       |                         |                 |                  |                  |                  |  |               |                  |                  |                  |  |        |             |             |             |  | Burela | Burela | 1     |       |  |
|  |                        |                        |                         |                         |                 |                  |                  |                  |  |               |                  |                  |                  |  |        |             |             |             |  | Burela | Burela | 1     |       |  |
|  |                        |                        | Poio                    | Poio                    | 0               |                  |                  |                  |  |               |                  |                  |                  |  |        |             |             |             |  |        |        |       |       |  |
|  | Fisgón                 | Fisgón                 | Poio                    | Poio                    | 0               | 1                |                  |                  |  |               |                  |                  |                  |  |        |             |             |             |  |        |        |       |       |  |
|  | Fisgón                 | Fisgón                 |                         |                         |                 |                  |                  |                  |  |               |                  |                  |                  |  |        |             |             |             |  |        |        |       |       |  |
|  | Poio                   | Poio                   | 5                       |                         |                 |                  |                  |                  |  |               |                  |                  |                  |  |        |             |             |             |  |        |        |       |       |  |
|  | Poio                   | Poio                   | 5                       |                         | Poio            | Poio             | 3                |                  |  |               |                  |                  |                  |  |        |             |             |             |  |        |        |       |       |  |
|  |                        |                        |                         |                         | Poio            | Poio             | 3                |                  |  |               |                  |                  |                  |  |        |             |             |             |  |        |        |       |       |  |
|  |                        |                        | Ourense Envialia        | Ourense Envialia        | 1               |                  |                  |                  |  |               |                  |                  |                  |  |        |             |             |             |  |        |        |       |       |  |
|  | San Fernando           | San Fernando           | Ourense Envialia        | Ourense Envialia        | 1               | 2                |                  |                  |  |               |                  |                  |                  |  |        |             |             |             |  |        |        |       |       |  |
|  | San Fernando           | San Fernando           |                         |                         |                 |                  |                  |                  |  |               |                  |                  |                  |  |        |             |             |             |  |        |        |       |       |  |
|  | Ourense Envialia       | Ourense Envialia       | 4                       |                         |                 |                  |                  |                  |  |               |                  |                  |                  |  |        |             |             |             |  |        |        |       |       |  |
|  | Ourense Envialia       | Ourense Envialia       | 4                       |                         |                 |                  |                  |                  |  | Poio          | Poio             | 1                |                  |  |        |             |             |             |  |        |        |       |       |  |
|  |                        |                        |                         |                         |                 |                  |                  |                  |  | Poio          | Poio             | 1                |                  |  |        |             |             |             |  |        |        |       |       |  |
|  |                        |                        | Roldán                  | Roldán                  | 0               |                  |                  |                  |  |               |                  |                  |                  |  |        |             |             |             |  |        |        |       |       |  |
|  | Guadalcacín            | Guadalcacín            | Roldán                  | Roldán                  | 0               | 3                |                  |                  |  |               |                  |                  |                  |  |        |             |             |             |  |        |        |       |       |  |
|  | Guadalcacín            | Guadalcacín            |                         |                         |                 |                  |                  |                  |  |               |                  |                  |                  |  |        |             |             |             |  |        |        |       |       |  |
|  | UCAM Murcia            | UCAM Murcia            | 3                       |                         |                 |                  |                  |                  |  |               |                  |                  |                  |  |        |             |             |             |  |        |        |       |       |  |
|  | UCAM Murcia            | UCAM Murcia            | 3                       |                         | UCAM Murcia     | UCAM Murcia      | 0                |                  |  |               |                  |                  |                  |  |        |             |             |             |  |        |        |       |       |  |
|  |                        |                        |                         |                         | UCAM Murcia     | UCAM Murcia      | 0                |                  |  |               |                  |                  |                  |  |        |             |             |             |  |        |        |       |       |  |
|  |                        |                        | Roldán                  | Roldán                  | 3               |                  |                  |                  |  |               |                  |                  |                  |  |        |             |             |             |  |        |        |       |       |  |
|  | Alcantarilla           | Alcantarilla           | Roldán                  | Roldán                  | 3               | 1                |                  |                  |  |               |                  |                  |                  |  |        |             |             |             |  |        |        |       |       |  |
|  | Alcantarilla           | Alcantarilla           |                         |                         |                 |                  |                  |                  |  |               |                  |                  |                  |  |        |             |             |             |  |        |        |       |       |  |
|  | Roldán                 | Roldán                 | 6                       |                         |                 |                  |                  |                  |  |               |                  |                  |                  |  |        |             |             |             |  |        |        |       |       |  |
|  | Roldán                 | Roldán                 | 6                       |                         |                 |                  |                  |                  |  |               |                  |                  |                  |  | Poio   | Poio        | 1           |             |  |        |        |       |       |  |
|  |                        |                        |                         |                         |                 |                  |                  |                  |  |               |                  |                  |                  |  | Poio   | Poio        | 1           |             |  |        |        |       |       |  |
|  |                        |                        | Universidad de Alicante | Universidad de Alicante | 0               |                  |                  |                  |  |               |                  |                  |                  |  |        |             |             |             |  |        |        |       |       |  |
|  | La Concordia           | La Concordia           | Universidad de Alicante | Universidad de Alicante | 0               | 1                |                  |                  |  |               |                  |                  |                  |  |        |             |             |             |  |        |        |       |       |  |
|  | La Concordia           | La Concordia           |                         |                         |                 |                  |                  |                  |  |               |                  |                  |                  |  |        |             |             |             |  |        |        |       |       |  |
|  | Bilbo                  | Bilbo                  | 4                       |                         |                 |                  |                  |                  |  |               |                  |                  |                  |  |        |             |             |             |  |        |        |       |       |  |
|  | Bilbo                  | Bilbo                  | 4                       |                         | Bilbo           | Bilbo            | 1                |                  |  |               |                  |                  |                  |  |        |             |             |             |  |        |        |       |       |  |
|  |                        |                        |                         |                         | Bilbo           | Bilbo            | 1                |                  |  |               |                  |                  |                  |  |        |             |             |             |  |        |        |       |       |  |
|  |                        |                        | Sala Zaragoza           | Sala Zaragoza           | 5               |                  |                  |                  |  |               |                  |                  |                  |  |        |             |             |             |  |        |        |       |       |  |
|  | Colmenarejo            | Colmenarejo            | Sala Zaragoza           | Sala Zaragoza           | 5               | 4                |                  |                  |  |               |                  |                  |                  |  |        |             |             |             |  |        |        |       |       |  |
|  | Colmenarejo            | Colmenarejo            |                         |                         |                 |                  |                  |                  |  |               |                  |                  |                  |  |        |             |             |             |  |        |        |       |       |  |
|  | Sala Zaragoza          | Sala Zaragoza          | 5                       |                         |                 |                  |                  |                  |  |               |                  |                  |                  |  |        |             |             |             |  |        |        |       |       |  |
|  | Sala Zaragoza          | Sala Zaragoza          | 5                       |                         |                 |                  |                  |                  |  | Sala Zaragoza | Sala Zaragoza    | 2                |                  |  |        |             |             |             |  |        |        |       |       |  |
|  |                        |                        |                         |                         |                 |                  |                  |                  |  | Sala Zaragoza | Sala Zaragoza    | 2                |                  |  |        |             |             |             |  |        |        |       |       |  |
|  |                        |                        | Univ. de Alicante       | Univ. de Alicante       | 2               |                  |                  |                  |  |               |                  |                  |                  |  |        |             |             |             |  |        |        |       |       |  |
|  | Joventud d'Elx         | Joventud d'Elx         | Univ. de Alicante       | Univ. de Alicante       | 2               | 2                |                  |                  |  |               |                  |                  |                  |  |        |             |             |             |  |        |        |       |       |  |
|  | Joventud d'Elx         | Joventud d'Elx         |                         |                         |                 |                  |                  |                  |  |               |                  |                  |                  |  |        |             |             |             |  |        |        |       |       |  |
|  | Xaloc Alacant          | Xaloc Alacant          | 4                       |                         |                 |                  |                  |                  |  |               |                  |                  |                  |  |        |             |             |             |  |        |        |       |       |  |
|  | Xaloc Alacant          | Xaloc Alacant          | 4                       |                         | Xaloc Alicante  | Xaloc Alicante   | 1                |                  |  |               |                  |                  |                  |  |        |             |             |             |  |        |        |       |       |  |
|  |                        |                        |                         |                         | Xaloc Alicante  | Xaloc Alicante   | 1                |                  |  |               |                  |                  |                  |  |        |             |             |             |  |        |        |       |       |  |
|  |                        |                        | Univ. de Alicante       | Univ. de Alicante       | 4               |                  |                  |                  |  |               |                  |                  |                  |  |        |             |             |             |  |        |        |       |       |  |
|  | Atlético Torcal        | Atlético Torcal        | Univ. de Alicante       | Univ. de Alicante       | 4               | 2                |                  |                  |  |               |                  |                  |                  |  |        |             |             |             |  |        |        |       |       |  |
|  | Atlético Torcal        | Atlético Torcal        |                         |                         |                 |                  |                  |                  |  |               |                  |                  |                  |  |        |             |             |             |  |        |        |       |       |  |
|  | Univ. de Alicante      | Univ. de Alicante      | 6                       |                         |                 |                  |                  |                  |  |               |                  |                  |                  |  |        |             |             |             |  |        |        |       |       |  |
|  | Univ. de Alicante      | Univ. de Alicante      | 6                       |                         |                 |                  |                  |                  |  |               |                  |                  |                  |  |        |             |             |             |  |        |        |       |       |  |
|  |                        |                        |                         |                         |                 |                  |                  |                  |  |               |                  |                  |                  |  |        |             |             |             |  |        |        |       |       |  |

### Dieciseisavos de final
Disputaron la primera ronda del torneo los 31 equipos (excepto el club exento) de Primera y Segunda. El sorteo se celebró el 23 de septiembre de 2019 en la Ciudad del Fútbol de Las Rozas. La eliminatoria se jugó a partido único el 6 de diciembre de 2019, en el pabellón del club de menor categoría.
Club exento: CD Leganés FS.

#### San Fernando - Ourense Envialia
| 6 de diciembre de 2019, 16:00 (UTC+1) | CFS Femenino San Fernando | 2:4 (1:2) | Ourense CF Envialia                                | Justo Gómez Salto, San Fernando de Henares |                                      |
|                                       | Claudia 18' · Sarita 27'  |           | Sara Moreno 2' · Judith Pedreira 5' 39' · Alba 30' | Árbitro(s): Alonso Abad Manso Martín       | Árbitro(s): Alonso Abad Manso Martín |

#### Colmenarejo - Sala Zaragoza
| 6 de diciembre de 2019, 12:30 (UTC+1) | Colmenarejo Futsal                 | 4:5 (1:3) | AD Sala Zaragoza FS                                 | Príncipe de Asturias, Colmenarejo                                          |                                                                            |
|                                       | Rocío 17' · Anacris 37' · Sara 40' | Reporte   | Jeni 1' 2' · Livia 19' · Paola Leão 24' · Lioba 38' | Asistencia: 200 espectadores Árbitro(s): Aragón González Saballanda Andona | Asistencia: 200 espectadores Árbitro(s): Aragón González Saballanda Andona |

#### Teldeportivo - Futsi Atlético Navalcarnero
| 6 de diciembre de 2019, 13:30 (UTC+0) | AD Club Teldeportivo            | 2:5 (1:3) | CD Futsi Atlético Navalcarnero                                            | Antonio Moreno, Telde                                                     |                                                                           |
|                                       | Paulita 17' · Marina Benete 27' | Reporte   | María Sanz 5' · Irene Córdoba 11' · Albita 18' · Ju Delgado 21' · Ari 30' | Asistencia: 200 espectadores Árbitro(s): Sánchez Batista Sanatana Santana | Asistencia: 200 espectadores Árbitro(s): Sánchez Batista Sanatana Santana |

#### Almagro - Majadahonda
| 6 de diciembre de 2019, 17:00 (UTC+1) | CDB Almagro FS                           | 3:1 (1:1) | Majadahonda FSF/Afar4 | Gemma Arenas, Almagro                   |                                         |
|                                       | Viki 4' · María Arranz 30' · Mariajo 38' | Reporte   | Chili 10'             | Árbitro(s): Cazorla Pérez Mejia Álvarez | Árbitro(s): Cazorla Pérez Mejia Álvarez |

#### Valdetires Ferrol - Burela
| 6 de diciembre de 2019, 12:00 (UTC+1) | Valdetires Ferrol FSF | 0:2 (0:2) | Pescados Rubén Burela FS  | Esteiro, Ferrol                       |                                       |
|                                       |                       | Reporte   | Luci 2' · Jenni Lores 17' | Árbitro(s): Amor Vizoso Salina García | Árbitro(s): Amor Vizoso Salina García |

#### O Fisgón - Poio Pescamar
| 6 de diciembre de 2019, 19:00 (UTC+1) | O Fisgón Futsal | 1:5 (0:3) | Poio Pescamar FS                                                   | A Raña, Marín                               |                                             |
|                                       | Café 34'        | Reporte   | Clara 9' 32' · Andrea Feijóo 16' · Ana Rivera 17' · Iria Saeta 39' | Árbitro(s): Castro Nantes Ferrero Carballal | Árbitro(s): Castro Nantes Ferrero Carballal |

#### Viaxes Amarelle - Cidade As Burgas
| 6 de diciembre de 2019, 12:30 (UTC+1) | Viaxes Amarelle FS                                           | 5:3 (1:1) (t. s.) | Cidade de As Burgas FS           | Sagrada Familia, La Coruña           |                                      |
|                                       | María Gómez 1' 45' · Patri Romaní 21' 46' · Patri Corral 44' | Reporte           | Mónica 19' · María Arias 28' 43' | Árbitro(s): Carreira Romero Dans Rey | Árbitro(s): Carreira Romero Dans Rey |

#### Alcantarilla - Roldán
| 3 de diciembre de 2019, 21:00 (UTC+1) | La Boca te Lia Futsal Alcantarilla | 1:6 (0:1) | Roldán FSF                                                                     | Fausto Vicent, Alcantarilla                 |                                             |
|                                       | Cristina Pérez 36'                 |           | Marta de los Riscos 3' 32' 36' · Mariángeles Vicente 22' · María Barcelona 33' | Árbitro(s): Hidalgo Marín Martínez Martínez | Árbitro(s): Hidalgo Marín Martínez Martínez |

#### Joventud de Elche - Xaloc Alicante
| 6 de diciembre de 2019, 11:00 (UTC+1) | FSF Joventud d'Elx | 2:4 (1:3) | Xaloc Alicante FS                                   | Esperanza Lag, Elche                   |                                        |
|                                       | Clara Gea 6' 37'   | Reporte   | Laura García 4' · Paula Morote 8' · Mirella 19' 30' | Árbitro(s): Gabaldón Rico Pérez Nácher | Árbitro(s): Gabaldón Rico Pérez Nácher |

#### La Concordia - Bilbo
| 6 de diciembre de 2019, 12:00 (UTC+1) | CD La Concordia | 1:4 (1:2) | Bilbo FS                             | El Turó, La Llagosta                   |                                        |
|                                       | Sonia Blanco 2' | Reporte   | Jessica Martínez 3' · 9' · 27' · 31' | Árbitro(s): López Prat Monferrer Pérez | Árbitro(s): López Prat Monferrer Pérez |

#### Eixample - Esplugues
| 6 de diciembre de 2019, 12:00 (UTC+1) | Mecanoviga Eixample FS | 1:6 (0:3) | AE Penya Esplugues                                                           | Real Monasterio Santa Isabel, Barcelona                               |                                                                       |
|                                       | Isa García 34'         | Reporte   | Pilar Ribes 9' · Laura Oliva 14' 17' · Emma 26' · Roser 29' · Celia Càta 34' | Asistencia: 200 espectadores Árbitro(s): Bolera Cantero López Galiano | Asistencia: 200 espectadores Árbitro(s): Bolera Cantero López Galiano |

#### Cruz Villanovense - Móstoles
| 6 de diciembre de 2019, 12:00 (UTC+1) | UD La Cruz Villanovense | 1:8 (1:2) | FSF Móstoles                                                  | José Manuel Calderón, Villanueva de la Serena                   |                                                                 |
|                                       | Almu 8'                 | Reporte   | Andreza 5' 27' · Inma 9' 35' 36' 40' · Patri Chamorro 28' 30' | Asistencia: 100 espectadores Árbitro(s): Polo Polo Polo Sánchez | Asistencia: 100 espectadores Árbitro(s): Polo Polo Polo Sánchez |

#### At Torcal - Univ Alicante
| 6 de diciembre de 2019, 12:00 (UTC+1) | Atlético Torcal              | 2:6 (2:3) | Universidad de Alicante FSF                                                               | Guadaljaire, Málaga                   |                                       |
|                                       | Anita 15' · Eva González 17' | Reporte   | Sara Navalón 7' 39' · Consuelo Campoy 8' · Raquel 16' · Lara Terrés 35' · Rocío Gómez 38' | Árbitro(s): Fernández Olea Gre Arroyo | Árbitro(s): Fernández Olea Gre Arroyo |

#### Córdoba - Alcorcón
| 6 de diciembre de 2019, 12:00 (UTC+1) | Deportivo Córdoba F.S. | 1:10 (1:5) | AD Alcorcón FSF | PMD Vista Alegre, Córdoba                                                   |                                                                             |
|                                       | Rocío Gracia 10'       | Reporte    | Vane Sotelo 8' 16' 18' 24' 29' · Cyn Romano 11' · Ballesteros 19' · Irene Samper 22' · Aida de Miguel 25' · Carmen Alonso 32' | Asistencia: 500 espectadores Árbitro(s): Barrilero Mohedano Bustor Caparrós | Asistencia: 500 espectadores Árbitro(s): Barrilero Mohedano Bustor Caparrós |

#### Guadalcacín - UCAM Murcia
| 6 de diciembre de 2019, 12:30 (UTC+1)                                             | Guadalcacín FS CD | 3:3 (1:1) (t. s.)(13:14 p.) | UCAM El Pozo Murcia FS | Municipal de Guadalcacín, Jerez de la Frontera |                                         |
|                                                                                   | Lorena 12' 26' · Angelia 22'                                                                                            | Reporte                     | Lola 1' 27' · Pepa Susarte 20' | Árbitro(s): Carrillo Arroyo López Muñoz        | Árbitro(s): Carrillo Arroyo López Muñoz |
|                                                                                   | | Tiros desde el punto penal  | |                                                |                                         |
|                                                                                   | Jacke · Inma · Lorena · Angelia · Gisela · Pitu · Natalia · Tainara · Sandra · Jacke · Inma · Lorena · Angelia · Gisela |                             | Lola · Noelia Montoro · Pepa Susarte · María Valverde · Susana · Alba · Clara · Cristina · Nerea · Lola · Noelia Montoro · Pepa Susarte · María Valverde · Susana |                                                |                                         |
| Se clasifica la UCAM El Pozo Murcia FS después de disputar una tanda de penaltis. | |                             | |                                                |                                         |

### Octavos de final
Disputaron la segunda ronda del torneo los 16 equipos clasificados de la ronda anterior. El sorteo se celebró el 11 de diciembre de 2019 en la Ciudad del Fútbol de Las Rozas. El sorteo se dividió en 4 bombos que se repartieron por proximidad geográfica, y se juega en casa del equipo de menor categoría, en caso de ser los dos equipos de la misma catetoría el equipo que haya quedado en peor puesto de la clasificación de la liga ejerce como local. La eliminatoria se juega a partido único el 4 y 5 de enero de 2020.

#### Poio Pescamar - Ourense Envialia
| 5 de enero de 2020, 12:00 (UTC+1) | Poio Pescamar FS                     | 3:1 (3:1) | Ourense CF Envialia | A Seca, Poyo                                                              |                                                                           |
|                                   | Carol 2' · Clara 5' · Ana Rivera 17' | Reporte   | Laura Uña 15'       | Asistencia: 500 espectadores Árbitro(s): Menéndez Nistal Moreira Bermúdez | Asistencia: 500 espectadores Árbitro(s): Menéndez Nistal Moreira Bermúdez |

#### Viaxes Amarelle - Burela
| 4 de enero de 2020, 18:00 (UTC+1) | Viaxes Amarelle FS | 0:6 (0:1) | Pescados Rubén Burela FS                                                                     | Sagrada Familia, La Coruña                                            |                                                                       |
|                                   |                    | Reporte   | Patri Romaní 2' · Ale de Paz 21' · Cristina Pérez 23' 24' · Bea Mateos 24' · Jenny Lores 31' | Asistencia: 200 espectadores Árbitro(s): Martínez Torres Roldán Pérez | Asistencia: 200 espectadores Árbitro(s): Martínez Torres Roldán Pérez |

#### Xaloc Alicante - Univ Alicante
| 4 de enero de 2020, 18:00 (UTC+1) | Xaloc Alicante FS | 1:4 (1:2) | Universidad de Alicante FSF                                 | Pitiu Rochel, Alicante                                              |                                                                     |
|                                   | Eva Ortiz 12'     | Reporte   | Carmen García 2' 15' · Pao Cartagena 24' · Sara Navalón 28' | Asistencia: 300 espectadores Árbitro(s): Gabaldón Rico Pérez Nacher | Asistencia: 300 espectadores Árbitro(s): Gabaldón Rico Pérez Nacher |

#### UCAM Murcia - Roldán
| 4 de enero de 2020, 17:00 (UTC+1) | UCAM El Pozo Murcia FS | 0:3 (0:0) | Roldán FSF                                             | José María Cagigal, Murcia                                            |                                                                       |
|                                   |                        | Reporte   | Beth Carrasco 22' · Andrea Marín 38' · Alba Gandía 39' | Asistencia: 700 espectadores Árbitro(s): Botella López Castillo López | Asistencia: 700 espectadores Árbitro(s): Botella López Castillo López |

#### Leganés - Esplugues
| 4 de enero de 2020, 18:00 (UTC+1)                                        | CD Leganés FS                           | 3:3 (3:3) (t. s.)(3:2 p.)  | AE Penya Esplugues                     | La Fortuna, Leganés                                                       |                                                                           |
|                                                                          | Yrezabal 6' · Lucía Guti 16' · Saki 18' | Reporte                    | Marta Collado 7' · Laura Oliva 17' 20' | Asistencia: 450 espectadores Árbitro(s): Fernández Cárdenas Villa Anguita | Asistencia: 450 espectadores Árbitro(s): Fernández Cárdenas Villa Anguita |
|                                                                          |                                         | Tiros desde el punto penal |                                        |                                                                           |                                                                           |
|                                                                          | Elena Aragón · Lucía Guti · Chuli       |                            | Celia Catà · Pilar Ribes · Laura Oliva |                                                                           |                                                                           |
| Se clasifica el CD Leganés FS después de disputar una tanda de penaltis. |                                         |                            |                                        |                                                                           |                                                                           |

#### Bilbo - Sala Zaragoza
| 4 de enero de 2020, 18:30 (UTC+1) | Bilbo FS     | 1:5 (1:3) | AD Sala Zaragoza FS                                             | San Ignacio, Bilbao                                                        |                                                                            |
|                                   | Almudena 16' | Reporte   | Paola Leão 6' 16' · Rafinha Nicacio 12' 25' · Jenifer Souza 34' | Asistencia: 150 espectadores Árbitro(s): de la Hoz Escudero Garrido Cordón | Asistencia: 150 espectadores Árbitro(s): de la Hoz Escudero Garrido Cordón |

#### Móstoles - Alcorcón
| 4 de enero de 2020, 18:30 (UTC+1) | FSF Móstoles | 0:1 (0:1) | AD Alcorcón FSF | Villafontana, Móstoles                                                 |                                                                        |
|                                   |              | Reporte   | Vane Sotelo 9'  | Asistencia: 700 espectadores Árbitro(s): del Olmo Martínez Jarque Ruiz | Asistencia: 700 espectadores Árbitro(s): del Olmo Martínez Jarque Ruiz |

#### Almagro - Futsi Atlético Navalcarnero
| 4 de enero de 2020, 17:00 (UTC+1) | CDB Almagro FS | 0:5 (0:3) | CD Futsi Atlético Navalcarnero                                     | Gemma Arenas, Almagro                                                     |                                                                           |
|                                   |                | Reporte   | Laura Córdoba 12' · Anita Luján 18' · Ari 20' 25' · Paula Sanz 35' | Asistencia: 500 espectadores Árbitro(s): Fernández Privado Romero Candela | Asistencia: 500 espectadores Árbitro(s): Fernández Privado Romero Candela |

### Cuartos de final
Disputaron la tercera ronda del torneo los 8 equipos clasificados de la ronda anterior. El sorteo se celebró el 10 de enero de 2020 en la Ciudad del Fútbol de Las Rozas. Ejerce como equipo local el que haya quedado en peor puesto de la clasificación de la liga de la temporada anterior. La eliminatoria se juega a partido único el 8 y 9 de febrero de 2020.

#### Leganés - Burela
| 8 de febrero de 2020, 19:15 (UTC+1) | CD Leganés FS | 1:2 (0:1) | Pescados Rubén Burela FS     | La Fortuna, Leganés                                                                 |                                                                                     |
|                                     | Lucía Guti 6' | Reporte   | Cilene 6' · Jane Marques 38' | Asistencia: 600 espectadores Árbitro(s): Carlos Múnez Carpintero Jorge Moreno Durán | Asistencia: 600 espectadores Árbitro(s): Carlos Múnez Carpintero Jorge Moreno Durán |

#### Sala Zaragoza - Univ Alicante
| 9 de febrero de 2020, 12:00 (UTC+1)                                                    | AD Sala Zaragoza FS          | 2:2 (0:2) (t. s.)(0:2 p.)  | Universidad de Alicante FSF          | La Granja, Zaragoza                                                             |                                                                                 |
|                                                                                        | Paola Leão 39' 40'           |                            | Sara Navalón 11' · Carmen García 20' | Asistencia: 800 espectadores Árbitro(s): Alonso Montesinos Santander Flamarique | Asistencia: 800 espectadores Árbitro(s): Alonso Montesinos Santander Flamarique |
|                                                                                        |                              | Tiros desde el punto penal |                                      |                                                                                 |                                                                                 |
|                                                                                        | Rafinha Nicacio · Jeni Souza |                            | Pao Cartagena · Anita Pino           |                                                                                 |                                                                                 |
| Se clasifica la Universidad de Alicante FSF después de disputar una tanda de penaltis. |                              |                            |                                      |                                                                                 |                                                                                 |

#### Alcorcón - Futsi Atlético Navalcarnero
| 8 de febrero de 2020, 19:30 (UTC+1) | AD Alcorcón FSF       | 3:1 (2:1) | CD Futsi Atlético Navalcarnero | Los Cantos, Alcorcón                     |                                          |
|                                     | Vane Sotelo 1' 2' 37' | Reporte   | Ari 18'                        | Asistencia: 400 espectadores Árbitro(s): | Asistencia: 400 espectadores Árbitro(s): |

#### Poio Pescamar - Roldán
| 8 de febrero de 2020, 18:30 (UTC+1) | Poio Pescamar FS | 1:0 (0:0) | Roldán FSF | A Seca, Poyo                                                                                |                                                                                             |
|                                     | Ana Rivera 22'   | Reporte   |            | Asistencia: 500 espectadores Árbitro(s): José Manuel Carreira Romero Carlos Martínez Torres | Asistencia: 500 espectadores Árbitro(s): José Manuel Carreira Romero Carlos Martínez Torres |

### Semifinales
Disputaron la tercera ronda del torneo los 4 equipos clasificados de la ronda anterior. El sorteo se celebró el 1 de diciembre de 2020 en la Ciudad del Fútbol de Las Rozas. La eliminatoria se juega a partido único el 18 de diciembre de 2020, en sede neutral.

#### Burela - Alcorcón
| 18 de diciembre de 2020, 14:00 (UTC+1) | Pescados Rubén Burela FS                                          | 5:3 (4:1) | AD Alcorcón FSF                                         | Martín Carpena, Málaga                                                                    |                                                                                           |
|                                        | Cami 5' · Dany Domingos 8' · Bea Mateos 10' 11' · Leti Cortés 24' | Reporte   | Estela Cantero 8' · Vane Sotelo 30' · Claudia López 40' | Asistencia: 0 espectadores Árbitro(s): Pablo Delgado Sastre Tiare Belén Valencia Olivares | Asistencia: 0 espectadores Árbitro(s): Pablo Delgado Sastre Tiare Belén Valencia Olivares |

#### Poio Pescamar - Univ Alicante
| 18 de diciembre de 2020, 16:00 (UTC+1) | Poio Pescamar FS | 1:0 (0:0) (t. s.) | Universidad de Alicante FSF | Martín Carpena, Málaga                                                                     |                                                                                            |
|                                        | Ana Rivera 45'   | Reporte           |                             | Asistencia: 0 espectadores Árbitro(s): Antonio Navarro Rodríguez Sara Gutiérrez Echevarría | Asistencia: 0 espectadores Árbitro(s): Antonio Navarro Rodríguez Sara Gutiérrez Echevarría |

### Final
| 1           | Bandera de Brasil | Jozi          |  |
| 3           | Bandera de Brasil | Dany Domingos |  |
| 6           | Bandera de Brasil | Cilene        |  |
| 8           | Bandera de Brasil | Cami          |  |
| 14          | Bandera de España | Bea Mateos    |  |
| Entrenador: | Entrenador:       | Julio Delgado |  |

| 21          | Bandera de España | Caridad      |  |
| 13          | Bandera de Brasil | Dani Sousa   |  |
| 14          | Bandera de España | Irene García |  |
| 19          | Bandera de España | Luci         |  |
| 28          | Bandera de España | Ana Rivera   |  |
| Entrenador: | Entrenador:       | Manu Cossio  |  |

| 5  | Bandera de España | Cristina Pérez |  |
| 17 | Bandera de España | Ale de Paz     |  |
| 19 | Bandera de España | Elena Aragón   |  |
| 21 | Bandera de España | Leti M. Cortés |  |

| 5  | Bandera de España    | Miriam Ruiz     |  |
| 7  | Bandera de Argentina | Julia Dupuy     |  |
| 10 | Bandera de España    | Antía           |  |
| 11 | Bandera de Argentina | Agostina Chiesa |  |
| 15 | Bandera de España    | Clara           |  |
| 23 | Bandera de España    | Carol Agulla    |  |

| Anotado | 16' | Elena Aragón | 1-0 |

| Amonestado |  | Dany Domingos |  |

| Amonestado |  | Antía        |  |
| Amonestado |  | Carol Agulla |  |
| Amonestado |  | Luci         |  |

| 1           | Bandera de Brasil | Jozi          |  |
| 3           | Bandera de Brasil | Dany Domingos |  |
| 6           | Bandera de Brasil | Cilene        |  |
| 8           | Bandera de Brasil | Cami          |  |
| 14          | Bandera de España | Bea Mateos    |  |
| Entrenador: | Entrenador:       | Julio Delgado |  |

| 21          | Bandera de España | Caridad      |  |
| 13          | Bandera de Brasil | Dani Sousa   |  |
| 14          | Bandera de España | Irene García |  |
| 19          | Bandera de España | Luci         |  |
| 28          | Bandera de España | Ana Rivera   |  |
| Entrenador: | Entrenador:       | Manu Cossio  |  |

| 5  | Bandera de España | Cristina Pérez |  |
| 17 | Bandera de España | Ale de Paz     |  |
| 19 | Bandera de España | Elena Aragón   |  |
| 21 | Bandera de España | Leti M. Cortés |  |

| 5  | Bandera de España    | Miriam Ruiz     |  |
| 7  | Bandera de Argentina | Julia Dupuy     |  |
| 10 | Bandera de España    | Antía           |  |
| 11 | Bandera de Argentina | Agostina Chiesa |  |
| 15 | Bandera de España    | Clara           |  |
| 23 | Bandera de España    | Carol Agulla    |  |

| Anotado | 16' | Elena Aragón | 1-0 |

| Amonestado |  | Dany Domingos |  |

| Amonestado |  | Antía        |  |
| Amonestado |  | Carol Agulla |  |
| Amonestado |  | Luci         |  |

## Estadísticas

### Tabla de goleadoras
| Puesto                                         | Jugadora            | Equipo                         | Goles |
| ---------------------------------------------- | ------------------- | ------------------------------ | ----- |
| 1                                              | Vane Sotelo         | AD Alcorcón FSF                | 10    |
| 2                                              | Paola Leão          | AD Sala Zaragoza FS            | 5     |
| 3                                              | Marta de los Riscos | STV Roldán FSF                 | 4     |
| 3                                              | Inma                | FSF Móstoles                   | 4     |
| 3                                              | Laura Oliva         | AE Penya Esplugues             | 4     |
| 3                                              | Ari                 | CD Futsi Atlético Navalcarnero | 4     |
| 3                                              | Sara Navalón        | Universidad de Alicante FSF    | 4     |
| 3                                              | Ana Rivera          | Poio Pescamar FS               | 4     |
| Última actualización: 20 de diciembre de 2020. |                     |                                |       |